# Film spagnoli proposti per l'Oscar al miglior film straniero
Nel corso degli anni, diversi film spagnoli sono stati candidati al Premio Oscar nella categoria miglior film straniero.
La Spagna ha vinto in totale 4 statuette: la prima nel 1983 con Volver a Empezar di José Luis Garci (poi candidato altre tre volte), in seguito nel 1994 con Belle Époque di Fernando Trueba, nel 2000 con Tutto su mia madre di Pedro Almodóvar (che era già stato candidato nel 1989 e lo sarà ancora nel 2020) e infine nel 2005 con Mare dentro di Alejandro Amenábar; in totale la Spagna ha ottenuto venti nomination.
| Anno | Film                                                                             | Regia                                       | Risultato     |
| ---- | -------------------------------------------------------------------------------- | ------------------------------------------- | ------------- |
| 1957 | Plaza de toros                                                                   | Ladislao Vajda                              | Non candidato |
| 1958 | Calle Mayor                                                                      | Juan Antonio Bardem                         | Non candidato |
| 1959 | Ho giurato di ucciderti (La venganza)                                            | Juan Antonio Bardem                         | Candidato     |
| 1961 | A las cinco de la tarde                                                          | Juan Antonio Bardem                         | Non candidato |
| 1962 | Placido                                                                          | Luis García Berlanga                        | Candidato     |
| 1963 | Dulcinea incantesimo d'amore (Dulcinea)                                          | Vicente Escrivá                             | Non candidato |
| 1964 | Con odio e con amore (Los Tarantos)                                              | Francisco Rovira Beleta                     | Candidato     |
| 1965 | Una vergine in nero (La niña de luto)                                            | Manuel Summers                              | Non candidato |
| 1966 | Zia Tula (La tía Tula)                                                           | Miguel Picazo                               | Non candidato |
| 1968 | L'amore stregone (El amor brujo)                                                 | Francisco Rovira Beleta                     | Candidato     |
| 1969 | España otra vez                                                                  | Jaime Camino                                | Non candidato |
| 1970 | La Celestina                                                                     | César Fernández Ardavín                     | Non candidato |
| 1971 | Tristana                                                                         | Luis Buñuel                                 | Candidato     |
| 1972 | ...dopo di che, uccide il maschio e lo divora (Marta)                            | José Antonio Nieves Conde                   | Non candidato |
| 1973 | Mi querida señorita                                                              | Jaime de Armiñán                            | Candidato     |
| 1974 | Habla, mudita                                                                    | Manuel Gutiérrez Aragón                     | Non candidato |
| 1975 | La cugina Angelica (La prima Angélica)                                           | Carlos Saura                                | Non candidato |
| 1976 | Furtivos                                                                         | José Luis Borau                             | Non candidato |
| 1977 | Cría cuervos                                                                     | Carlos Saura                                | Non candidato |
| 1978 | Quell'oscuro oggetto del desiderio (Ese oscuro objeto del deseo)                 | Luis Buñuel                                 | Candidato     |
| 1979 | Sonámbulos                                                                       | Manuel Gutiérrez Aragón                     | Non candidato |
| 1980 | Mamà compie 100 anni (Mamá cumple cien años)                                     | Carlos Saura                                | Candidato     |
| 1981 | Il nido (El nido)                                                                | Jaime de Armiñán                            | Candidato     |
| 1982 | Patrimonio nazionale (Patrimonio nacional)                                       | Luis García Berlanga                        | Non candidato |
| 1983 | Volver a empezar                                                                 | José Luis Garci                             | Vincitore     |
| 1984 | Carmen Story (Carmen)                                                            | Carlos Saura                                | Candidato     |
| 1985 | Sesión continua                                                                  | José Luis Garci                             | Candidato     |
| 1986 | L'ora stregona (La hora bruja)                                                   | Jaime de Armiñán                            | Non candidato |
| 1987 | La metà del cielo (La mitad del cielo)                                           | Manuel Gutiérrez Aragón                     | Non candidato |
| 1988 | Asignatura aprobada                                                              | José Luis Garci                             | Candidato     |
| 1989 | Donne sull'orlo di una crisi di nervi (Mujeres al borde de un ataque de nervios) | Pedro Almodóvar                             | Candidato     |
| 1990 | Montoyas y tarantos                                                              | Vicente Escrivá                             | Non candidato |
| 1991 | ¡Ay, Carmela!                                                                    | Carlos Saura                                | Non candidato |
| 1992 | Tacchi a spillo (Tacones lejanos)                                                | Pedro Almodóvar                             | Non candidato |
| 1993 | Il maestro di scherma (El maestro de esgrima)                                    | Pedro Olea                                  | Non candidato |
| 1994 | Belle Époque                                                                     | Fernando Trueba                             | Vincitore     |
| 1995 | Canción de cuna                                                                  | José Luis Garci                             | Non candidato |
| 1996 | Il fiore del mio segreto (La flor de mi secreto)                                 | Pedro Almodóvar                             | Non candidato |
| 1997 | Bwana                                                                            | Imanol Uribe                                | Non candidato |
| 1998 | Segreti del cuore (Secretos del corazón)                                         | Montxo Armendáriz                           | Candidato     |
| 1999 | El abuelo                                                                        | José Luis Garci                             | Candidato     |
| 2000 | Tutto su mia madre (Todo sobre mi madre)                                         | Pedro Almodóvar                             | Vincitore     |
| 2001 | You're the One - Una Historia de Entonces (Una historia de entonces)             | José Luis Garci                             | Non candidato |
| 2002 | Giovanna la pazza (Juana la loca)                                                | Vicente Aranda                              | Non candidato |
| 2003 | I lunedì al sole (Los lunes al sol)                                              | Fernando León de Aranoa                     | Non candidato |
| 2004 | Soldados de Salamina                                                             | David Trueba                                | Non candidato |
| 2005 | Mare dentro (Mar adentro)                                                        | Alejandro Amenábar                          | Vincitore     |
| 2006 | Obaba                                                                            | Montxo Armendáriz                           | Non candidato |
| 2007 | Volver                                                                           | Pedro Almodóvar                             | Short-list    |
| 2008 | The Orphanage (El Orfanato)                                                      | Juan Antonio Bayona                         | Non candidato |
| 2009 | Los girasoles ciegos                                                             | José Luis Cuerda                            | Non candidato |
| 2010 | El baile de la Victoria                                                          | Fernando Trueba                             | Non candidato |
| 2011 | También la lluvia                                                                | Icíar Bollaín                               | Short-list    |
| 2012 | Pa negre                                                                         | Agustí Villaronga                           | Non candidato |
| 2013 | Blancanieves                                                                     | Pablo Berger                                | Non candidato |
| 2014 | 15 años y un día                                                                 | Gracia Querejeta                            | Non candidato |
| 2015 | La vita è facile ad occhi chiusi (Vivir es fácil con los ojos cerrados)          | David Trueba                                | Non candidato |
| 2016 | Loreak                                                                           | Jon Garaño e Jose Mari Goenaga              | Non candidato |
| 2017 | Julieta                                                                          | Pedro Almodóvar                             | Non candidato |
| 2018 | Estate 1993 (Estiu 1993)                                                         | Carla Simón                                 | Non candidato |
| 2019 | Non ci resta che vincere (Campeones)                                             | Javier Fesser                               | Non candidato |
| 2020 | Dolor y gloria                                                                   | Pedro Almodóvar                             | Candidato     |
| 2021 | La trincea infinita (La trinchera infinita)                                      | Jon Garaño, Aitor Arregi, Jose Mari Goenaga | Non candidato |
| 2022 | Il capo perfetto (El buen patrón)                                                | Fernando León de Aranoa                     | Short-list    |
| 2023 | Alcarràs - L'ultimo raccolto (Alcarràs)                                          | Carla Simón                                 | Non candidato |
| 2024 | La società della neve (La sociedad de la nieve)                                  | Juan Antonio Bayona                         | Candidato     |

| Non candidato | Il film è stato proposto dalla Spagna, ma non è stato candidato dall'Academy of Motion Picture Arts and Sciences. |
| Short-list    | Il film è entrato nella "short-list" stilata a gennaio dei nove candidati per l'Oscar al miglior film straniero.  |
| Candidato     | Il film è entrato a far parte dei cinque candidati per l'Oscar al miglior film straniero.                         |
| Vincitore     | Il film ha vinto l'Oscar al miglior film straniero.                                                               |